# Shamrock (Oklahoma)
Shamrock és un poble dels Estats Units a l'estat d'Oklahoma. Segons el cens del 2000 tenia 125 habitants.

## Demografia
Segons el cens del 2000, Shamrock tenia 125 habitants, 47 habitatges, i 29 famílies. La densitat de població era de 146,3 habitants per km².
Dels 47 habitatges en un 31,9% hi vivien nens de menys de 18 anys, en un 48,9% hi vivien parelles casades, en un 10,6% dones solteres, i en un 36,2% no eren unitats familiars. En el 23,4% dels habitatges hi vivien persones soles el 8,5% de les quals corresponia a persones de 65 anys o més que vivien soles. El nombre mitjà de persones vivint en cada habitatge era de 2,66 i el nombre mitjà de persones que vivien en cada família era de 3,33.
Per edats la població es repartia de la següent manera: un 35,2% tenia menys de 18 anys, un 4% entre 18 i 24, un 26,4% entre 25 i 44, un 20% de 45 a 60 i un 14,4% 65 anys o més.
L'edat mediana era de 35 anys. Per cada 100 dones de 18 o més anys hi havia 92,9 homes.
La renda mediana per habitatge era de 21.250 $ i la renda mediana per família de 21.875 $. Els homes tenien una renda mediana de 22.917 $ mentre que les dones 15.000 $. La renda per capita de la població era de 9.948 $. Entorn del 20,6% de les famílies i el 29,5% de la població estaven per davall del llindar de pobresa.

## Poblacions més properes
El següent diagrama mostra les poblacions més properes.